# Борис Аранђеловић
Борис Аранђеловић (Крагујевац, 13. октобар 1948 — Ротердам, 27. август 2015) био је српски рок певач и члан групе Смак.

## Биографија
У групу Смак је дошао 1973. године као вокални солиста. Познат по певању у високим регистрима што му је, уз особену боју гласа, донело препознатљивост, па самим тим и популарност код најшире публике. Концертни фронтмен, на својим плећима је изнео терет који су наметнуле сложене мелодије и ритмичка комплексност текстова. Вреди поменути и разумевање за однос певачких и инструменталних нумера које су се налазиле на репертоару групе. Посебну атракцију у наступима бенда Смак представљао је дијалог између Борисовог гласа и Точкове гитаре (послушати Ало, Шумадијски блуз, Професор, Блуз у парку, Плава песма, Ел Думо).
Живео је у Холандији одакле је повремено долазио због учешћа на концертима које Смак приређује у Крагујевцу.
После вишегодишње паузе, Борис Аранђеловић је снимио и објавио нови албум који се зове Борис & Диносауруси „Милион година“. У последњих шест месеци живота боловао је од цирозе и рака јетре. После дуге и тешке болести преминуо је 27. августа 2015. године у 67. години у Ротердаму.
Био је страствени љубитељ, навијач фудбалског клуба Раднички из Крагујевца
Неке од песама које је извео јесу:
- Ало (1977)
- Блуз у парку (1975)
- Горе-доле (1979)
- Даире (1977)
- Ел Думо (1976)
- И то је за људе (1980)
- Људи није фер (1976)
- Мрачни мол (1975)
- На Балкану (1979)
- Професор (1980)
- Сателит (1976)
- Сликар са Пикадилија (1976)
- Човече ти си млад (1976)
- Црна дама (1977)
- Шумадијски блуз (1976)

## Дискографија
- Из Профила, соло албум (Дискотон, 1982)
- учешће на албуму Микија Петковског „Ко Зна“ (1978)
- Милион година, са Диносаурусима (2001)